# Gabon hívójelkörzetei
Gabon jelenleg (2024) nincs felosztva hívójelkörzetekre.
A Gabon számára az ITU a TR hívójelprefixet határozta meg.
| Prefix | Körzet | Hely/jelleg | ITU zóna | CQ zóna | 1 szintű QTH lokátor |
| ------ | ------ | ----------- | -------- | ------- | -------------------- |
| TR     | [0..9] | Gabon       | 52       | 36      | JJ, JI               |

## Lajstromjel
Vízi és légi járművek lajstromjelezéséhez a TR prefixet használják.